# 大宮西郵便局
大宮西郵便局（おおみやにしゆうびんきょく）とは、埼玉県さいたま市北区に所在する郵便局。民営化前の分類では集配普通郵便局であった。

## 概要
住所：〒331-8799 埼玉県さいたま市北区櫛引町2-713

## 沿革
- 1987年（昭和62年）8月24日 - 大宮西郵便局として、大宮市櫛引町二丁目に開局[1]。同日、大宮郵便局の郵便区（集配業務）の一部[2]を移管。
- 1998年（平成10年）9月1日 - 外国通貨の両替および旅行小切手の売買に関する業務取扱を開始。
- 2007年（平成19年）10月1日 - 民営化に伴い、併設された郵便事業大宮西支店に一部業務を移管。
- 2012年（平成24年）10月1日 - 日本郵便株式会社発足に伴い、郵便事業大宮西支店を大宮西郵便局に統合。

## 取扱内容
- 郵便、印紙、ゆうパック、内容証明
- 貯金、為替、振替、振込、国際送金、外貨両替・トラベラーズチェック、国債、投資信託
- 生命保険、バイク自賠責保険、自動車保険、がん保険、引受条件緩和型医療保険
- 地方公共団体事務（さいたま市戸籍の謄抄本など公的証明書の交付）
- ゆうちょ銀行ATM
- さいたま市西区内および北区内（大宮郵便局構内を除く）の集配業務
- ゆうゆう窓口

## 風景印
- 表記は『大宮西』
- 図案は『新交通システム・ニューシャトル大成駅』・『新幹線』
- 使用開始日は1987年（昭和62年）8月24日

## 周辺
- イオン大宮店
- 埼玉県立大宮中央高等学校
- 陸上自衛隊大宮駐屯地
- 鉄道博物館
- 大宮盆栽美術館
- ステラタウン

## アクセス
- 埼玉新都市交通伊奈線（ニューシャトル） 鉄道博物館（大成）駅 徒歩約20分　もしくはJR川越線 日進駅から徒歩約15分
- 首都高速埼玉新都心線 与野出入口・新都心西出入口から北へ約3.5km
- 駐車場あり：20台